# Sketch (ソフトウェア)
Sketchはオランダの Bohemian Codingによって開発されたベクターグラフィックエディタである。 Sketchは2010年9月7日にmacOS用に初めてリリースされ、  2012年にApple Design Awardを受賞している。  Sketchと従来のベクターグラフィックエディタ（例えば、Adobe Illustrator）の主な違いは、Sketchには印刷デザイン機能が含まれていないことであった。  Sketchは2020年1月現在、macOSでのみ利用可能である。  
Sketchは主にWebサイトおよびモバイルアプリの設計のためのUIおよびUXのデザインツールだが、最近ではプロトタイプ作成、コラボレーションに焦点を絞り、デジタル設計のためのより包括的なプラットフォームを志向している。   

## ソフトウェアの機能と概要
Sketchは、主にモバイルアプリとWebのUIとUXを設計するために使用される。 Sketchでデザインされたファイルは独自の.sketchファイル形式で保存されるが、.sketchファイルはAdobe Illustrator 、 Adobe Photoshopなどのプログラムで開くことができる。また、Sketchファイルは、一般的なPNG、JPG、SVG、PDF、TIFF 、WebPなどの形式でエクスポートすることができる。  

### プロトタイピング
Sketchで作成したデザインは、オブジェクトにアクションや遷移を指定することで、試作品のインタラクションをデモンストレーションおよびテストすることができる。 また、プロトタイプはiOSアプリ（Sketch Mirror）を介して、iPhone上で操作することができる。

### 拡張機能
Sketchではプラグインとよばれる拡張機能のパッケージを開発・配布・利用可能である。プラグインは公式ライブラリで検索することができるほか、その他のソースからファイルでも配布されている（拡張子は.sketchplugin）。

### ライセンスシステム
Sketchは従来App Storeで販売されていたが、2015年12月以降は公式サイトからWebサイトで販売されている。 Bohemian Codingは、この対応の理由として、Appleの厳格な技術ガイドライン、審査プロセスの遅さ、アップグレード価格への柔軟性の欠如を挙げた。 
また、2016年6月8日に、Bohemian CodingはブログでSketchの新しいライセンスシステムに切り替えることを発表した。 このライセンスシステムでは、ユーザーは1度の課金に基づき、1年間アップデートを受け取ることができる。アップデート期間を超過した場合、ユーザーはライセンスの有効期限が切れる前に最後に発行されたバージョンを使用し続けるか、ライセンスを更新してもう1年間アップデートを受け取ることができる。 

## 競合製品
- Figma（ソフトウェア）
- InVision Studio
- Adobe XD
- Framer X

## 参照資料
1. ↑  “Sketch 1.0 finally released”. Bohemian Coding (2010年9月7日). 2011年7月11日時点のオリジナルよりアーカイブ。2016年2月15日閲覧。
2. ↑  Lowensohn (2012年6月11日). “Apple announces 2012 Design Award winners”. CNET. 2016年2月15日閲覧。
3. ↑  Sutton (2014年10月21日). “An Interview with Pieter Omvlee, the Founder of Bohemian Coding”. 2019年4月10日閲覧。
4. ↑  “Prototyping - Sketch公式サイト” (英語). Sketch. 2020年1月3日閲覧。
5. ↑  “Plugins  - Sketch公式サイト” (英語). Sketch. 2020年1月3日閲覧。
6. ↑  Weinberger (2015年12月2日). “One of Apple's most important initiatives is showing signs of failure”. Business Insider Australia. 2016年6月28日時点のオリジナルよりアーカイブ。2019年3月15日閲覧。
7. ↑  “Versioning, Licensing, and Sketch 4.0” (2016年6月8日). 2016年6月19日閲覧。